# Jörg Duda
Jörg Duda (* 17. Dezember 1968 in München) ist ein deutscher Komponist und Musiker.

## Leben und Wirken

### Ausbildung
Duda wurde als Kind an verschiedenen Instrumenten ausgebildet und schrieb mit neun Jahren erste Kompositionen. Privatunterricht erhielt er in Orgel und Improvisation von Harald Feller, bei dem er auch später studierte, sowie Theorie- und Kompositionsunterricht bei Dieter Acker. Von 1988 bis 1992 studierte an der Musikhochschule München und absolvierte die A-Prüfung als Kirchenmusiker. Es folgte ein Studium der Komposition bei Peter Kiesewetter in Hannover und später bei Dieter Acker in München, wo er 1997 mit Meisterklasse abschloss.

### Musikalische Laufbahn
Duda konzertierte als Organist und arbeitete zeitweise als Korrepetitor beim Chor des Bayerischen Rundfunks und beim Philharmonischen Chor München. Nach einer Tätigkeit als Organist in der Stadtpfarrkirche St. Georg in Freising wirkte er von 1998 bis 2022 als hauptamtlicher Kirchenmusiker an der Stadtpfarrkirche Mariä Himmelfahrt der Gemeinde  St. Emmeram in Geisenfeld und war von 2000/2001 Lehrbeauftragter für Musiktheorie an der Universität Erlangen-Nürnberg.
Duda beschäftigt sich seit 1992 mit finnischer Musik und Kultur und pflegte eine freundschaftliche Zusammenarbeit mit dem Dichter Lassi Nummi. Als Organist konzertiert er seit 2000 in Finnland, wobei er auch eigene Kompositionen und Improvisationen interpretiert.
Duda ist Mitbegründer der „Münchner Harmoniemusik“ und des „Cumulus Klavierquintetts“.

### Wirken als Komponist
Während seiner Studienzeit entstanden vorwiegend Kammermusikwerke und Kirchenmusik, welche sich an barocken und klassizistischen Vorbildern orientierten. In München war er unter seinem Chorleitungsdozenten und Förderer Roderich Kreile Mitglied der Jungen Kantorei München. Dies führte zu einem Umbruch in seinem kompositorischen Stil, was sich in anspruchsvoller Chormusik ausdrückte.
Seine beiden Tubakonzerte wurden durch Andreas Hofmeir mit verschiedenen Orchestern (seit 2010) aufgeführt. 2013 erhielt Hofmeir u. a. für seine Einspielung des ersten Tuba-Konzerts von Duda den Echo-Klassik-Preis. Hofmeir gab auch zahlreiche weitere Werke für oder mit Tuba bei Duda in Auftrag. Die Tondichtung Tempora mutantur wurde als Auftragswerk  2016 mit den Nürnberger Symphonikern unter der Leitung Alexander Shelley uraufgeführt.

## Preise
- 2005: Kulturpreis der Stadt Geisenfeld[2]

## Werke (Auswahl)
Dudas Frühwerk umfasst Werke im „alten Stil“, darunter Kammermusik für verschiedene Besetzungen, Chorwerke, Messen und Motetten. Er komponierte zahlreiche Werke für Soloinstrumente mit Orchesterbegleitung, Orchesterwerke (Tondichtungen, Sinfonien, konzertante Sinfonien), Vokalmusik (Lieder, Motetten, Magnificat, Requiem, Messen), sowie Werke für Solo-Gesang mit Begleitung. Er schuf Solowerke für Tasteninstrument sowie Kammermusik in verschiedensten Besetzungen (vom Duo bis zum Kammerensemble), darunter zahlreiche Auftragswerke.

### Orchesterwerke
- Lacrimae lucis Op. 22 für Violine und großes Orchester (für Sonja Korkeala; 1995)
- Poéme fantasque  Op. 30/1 Tondichtung für großes Orchester (Auftrag: Schulze-Delitzsch-Stiftung; 1998)
- EXALTATION I Op. 31/1 für Orgel, 10 Blechbläser und Pauken (Auftrag: Ingolstädter Orgeltage 1998)
- Sinfonia concertante I Op. 50 für 12 Bläser, Kontrabass, Glockenspiel, Pauken und Orgel (e-Moll; 2006)
- Symphonie Nr. 1 Op. 65 für großes Orchester (G-Dur; 2010/17)
- Konzert Op. 66 für Fagott und Orchester (B-Dur; 2008/09)
- Konzert Nr. 1 Op. 67/1 für Tuba und Orchester (Auftrag: Andreas Hofmeir; Ingolstädter Kammerorchester; g-Moll; 2009)
- Konzert Nr. 2 Op. 67/2 für Tuba und symphonisches Blasorchester   (F-Dur; 2009/11)
- Festival Ouverture Op. 73/10 für 13 Blechbläser und Pauken (B-Dur 2015; Auftrag Musikfestspiele Mecklenburg-Vorpommern)
- Konzert Nr. 1 Op. 75/1 für Bassposaune und Orchester (Auftrag: Stefan Schulz; d-Moll; 2012/13)
- Matkalla (on the way - unterwegs) Op. 82/1 Reisenotizen für Tuba und Streichorchester (Auftrag: Andreas Hofmeir; F-Dur 2013/14) [3. Tubakonzert]
- inbetween Op. 82/2 Rhapsodie für Tenorposaune und Kammerensemble (12 Instrumente; Auftrag: Sebastian Sager; B-Dur 2014)
- Scotch Sketch (a snap shot) Op. 82/3 für Blechquintett, Streichorchester, Percussion (4) und Pauken (As-Dur, c-Moll 2014; Auftrag Sauerland Musikherbst)
- "Tempora mutantur!" Op. 89 Tondichtung für großes Orchester (D-Dur 2016; Auftrag: Nürnberger Symphoniker)
- Der Spreewal(d)zer Op. 95d Miniatur für großes Orchester (e-Moll 2018; Auftrag: Staatstheater Cottbus; für die 1. Cottbusser "Weiße Walzernacht")
- Tuba Concerto No. 4 Op. 104 für Tuba und Brass Band (Auftrag: Andreas Hofmeir; Es-Dur; 2019)

### Vokalmusik
- Drei Motetten Op. 3 für Chor a cappella
- Nachtlieder Op. 10 für Chor a cappella (Mörike; Storm; Fischer, Goethe)
- Neun finnische Madrigale Op. 14 für Chor und Soli a cappella (Lassi Nummi; Viljo Kajava)
- Magnificat Op. 17 für Doppelchor a cappella (Auftrag: Madrigalchor der Musikhochschule München)
- „Noë!“ Op. 21 Weihnachtsoratorium für Soli, Doppelchor, Orchester und zwei Orgeln (Auftrag: Roderich Kreile; Chor Der Christuskirche München; 1995)
- Laudes naturae Op. 24 Motette für Sopransolo und Doppelchor a cappella
- Sieben Motetten Op. 25 für Chor a cappella [SSATBB][9]
- Harmony in music Op. 34 für 5 Männerstimmen (TTBarBB) und Klavier (Wordsworth; Shakespeare; Poe) (Auftrag: Singphoniker; 1997/98)
- Im Herbst Op. 37a Kantate für drei Frauenstimmen und Klavier (Mörike; Storm;  Hölderlin; Rilke)
- Missa „laetentur coeli“ Op. 46 für Soli, Chor, Orchester und Orgel
- Requiem Op. 60 für Soli, Chor, großes Orchester und Orgel
- Motetten Op. 69 CANTIONES SACRAE I für Chor a cappella 4-12st. [32 Motetten zur Advents- und Weihnachtszeit]
- Pastoralmesse Op. 72 für Chor, Orchester und Orgel
- Motetten Op. 74 CANTIONES SACRAE II für Chor a cappella 4-10st. [40 Motetten: Bußzeit - Passion - Ostern - Himmelfahrt - Pfingsten]
- Abendmusik Op. 81a für Fagott solo und gem. Chor (nach Hermann Hesse; 2015)

### Sologesang
- Sechs Lieder Op. 2/1-6 (H. Hesse) für Mezzosopran und Gitarre (für Monika Fröhlich)
- Eldorado Op. 2/7 (E. A. Poe) für Mezzosopran und Violoncello
- Four Songs Op. 19 (John Keats) für Bassbariton, Viola und Klavier (1997/98)
- Aus Aurelien Op. 20 (R. Coors-Genetin) für hohen Tenor, Viola und Klavier [+ Traversflöte in 2 Sätzen]
- EXALTATION III  Op. 31/3 (Psalm 88) für Bassbariton,  Horn, Bassklarinette, Violoncello und Orgel (Artionale München 2001)
- Duets Op. 37d for Soprano, Mezzosoprano and Piano on Poems of Marion von Sivers (2001; für Ariane von Sivers und Sabine Lippmann)
- Magnificat II Marian kiitosvirsi  Op. 43/2 für Sopran und Orgel (für Pirjo Honkanen)
- Puun rukous (Gebet des Baumes) Op. 43/4a (Lassi Nummi) für Bass und Orgel (für Johann Tilli)
- Anna meille rauha (Gib uns den Frieden) Op. 43/4b (Lassi Nummi) für Sopran, Bassbariton und Orgel
- Fünf Psalmengesänge Op. 47 für Bass und Orgel (Auftrag: Johann Tilli)
- Sonnenaufgang Op. 49a (Mörike; Körner) zwei Lieder für Sopran, Altflöte und Klavier (Auftrag: Trio Cantrajano)
- Kuusi, tuuli, sointi Op. 49b (Lassi Nummi; 2007) für Bass, Violoncello und Orgel
- Wanderer im Spätherbst Op. 49c (H. Hesse) für Mezzosopran, Flöte und Mandoline (für Barbara Hesse-Bachmaier; 2007)
- An den Mond Op. 49d (J. W. Von Goethe) für Mezzosopran und Klavier (für Helena Jungwirth; 2008)
- Verrinnend Op. 55a (Theodor Storm) für Alt, Fagott und Klavier (für Ruth Schorgg; 2008)
- Natura Finlandiae Op. 55c (Lassi Nummi) für Bass und Klavier (für Johann Tilli; 2009)
- Suhinat suvisen päivän! Op. 79c [Das Rauschen des Sommertags] (nach Volter Kilpi: Kirkolle [Zur Kirche]) für Flöte, Sopran und Klavier (für das Volter-Kilpi-Literaturfestival in Kustavi 2016)

### Werke für Tasteninstrumente
- 2 Klaviersonaten: Nr. 1 CHEIRON SONATA Op. 26; Nr. 2 Herbstsonate Op. 37c;
- Choralfantasie über "Helft mir Gott's Güte preisen" Op. 6/1 für Orgel
- Le Voyages des Rois mages (Die Reise der drei Könige) Op. 6/8 für Orgel (fis-moll)
- Fantasiestücke Op. 36 für Orgel solo in 3 Heften
- Fiori musicali Op. 61 (Sammlung von Präludien und Fugen, Meditationen und Orgelchorälen)

### Kammermusik
- 8 Streichtrios für Violine, Viola und Violoncello
- 18 Streichquartette für 2 Violinen, Viola und Violoncello
- 5 Streichquintette für 2 Violinen, 2 Violen und Violoncello
- 4 Finnische Quartette für ein Blasinstrument und Streichtrio (Fagott; Klarinette; Oboe d’amore; Flöte)
- Miniaturen Op. 9 für Violoncello und Klavier: Nr. 1 Romance (D) - Nr. 2 Rondino rapsodico (D)
- KAIHO (Sehnsucht) Op. 23/3 für Flöte solo (für Gergely Bodoky)
- Elegie und Rhapsodie Op. 23/4  für Altsaxophon und Orgel (für Hans Blume; F/cis)
- Fantasia II Op. 29/2 für Tuba und Harfe (für Andreas Hofmeir; f-Moll; 1998)
- Notturno Op. 44/1 für 4 Violoncelli oder 3 Violoncelli mit Kontrabass (Auftrag: Albana Quartett; A-Dur; 2001/12)
- 2 Trios für Klarinette, Horn und Fagott: Nr. 1 Red Autumn Op. 37b; Nr. 2 Trio capriccioso Op. 42/1 (für Markus Fromm)
- Quintett Nr. 1 Op. 45 für Oboe, Klarinette, Horn, Fagott und Klavier (D-Dur)
- Trio Op. 51/1 für Oboe/Oboe d’amore, Violoncello und Orgel (für Nina Pakkanen; G-Dur)
- Suite en Sax Op. 33/3 für Saxophon-Oktett (SSAATTBarBar) und Tubax (für Hans Blume; F-Dur; 1998)
- Cantus borealis I Op. 73/2 für Bassposaune und Streichquartett (für Stefan Schulz); Version 2 für Bassposaune und Orgel
- 2 Klarinettenquintette Op. 76/1&2 für Klarinette, 2 Violinen, Viola und Violoncello (D-Dur; f-moll; 2016)[10]
- Fagottquintett Op. 77 für Fagott, zwei Violinen, Viola und Violoncello (für Nikolaus Maler; g-moll)
- Inselmusik Op. 79a Suite aus neun kleinen Stücken für Flöte solo (für Ilari Lehtinen)
- Quartett Nr. 1 & 2 Op. 87/1 & 3 für Flöte, Violine, Violoncello und Klavier (für Ilari Lehtinen; 2015; e-Moll) (2016/17; D-Dur)
- Quartett Op. 87/2 für Oboe, Violine, Violoncello und Klavier (F-Dur)
- Sonatinen Nr. 2 - 4 Op. 101/1-3 für Fagott und Klavier (2018: G-Dur; 2019; D-Dur; 2020: A-Dur; für Brigitte Starck)
- „Miscellaneen I“ Quartett Nr. 1 Op. 107a Sieben Stücke für 2 Trompeten, Tenor- und Bassposaune (2020; B-Dur; für Munich Tetra Brass)
- 4 Duos Op. 109a/1-4 für Violine und Viola (2020; G-Dur, B-Dur, d-moll, E-Dur; für Priscila Baggio Simeoni; Cottbusser Duos)
- 4 Duos Op. 109b/1-4 für Viola und Violoncello (2020; F-Dur, A-Dur; c-moll; G-Dur; für Malte Schaefer; Mainzer Duos)